# Kroondomein

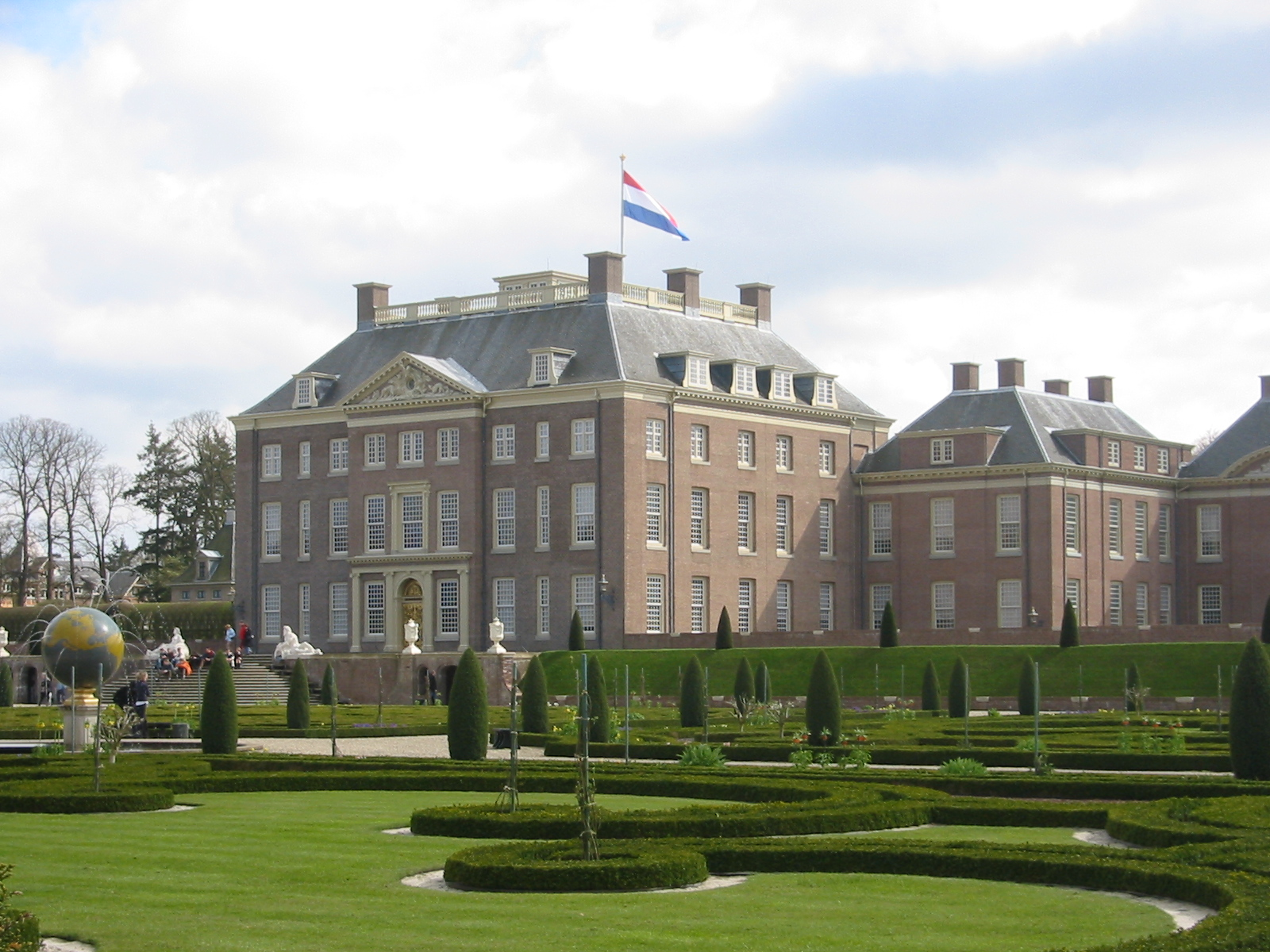
Paleis het Loo, onderdeel van Kroondomein Het Loo

Het kroondomein is het privébezit van een koning, dat wil zeggen de regerende monarch van een monarchie. Uit zijn of haar kroondomein kan de monarch een inkomen betrekken.
Het kroondomein bestaat meestal voornamelijk uit landgoederen met paleizen en kastelen die als koninklijke residentie dienen en bossen waarin de monarch kan jagen. Ook kan het kroondomein activa zoals aandelen omvatten.
In het feodale leenstelsel van de Middeleeuwen was het kroondomein het gebied dat direct onder de monarch viel. De andere delen van het koninkrijk vielen alleen indirect onder de koning omdat ze eigendom waren van edelen die leenplichtig aan de monarch waren. De Franse koningen bijvoorbeeld hadden Île-de-France (het gebied rond Parijs) als hun kroondomein (domaine royal). De rest van het land was eigendom van verschillende leenmannen van de koning – hertogen en graven die door een vazaleed aan de koning verbonden waren. In de Middeleeuwen gebruikten koningen hun kroondomein om hun onkosten te betalen, waaronder de kosten om het hof en het leger te onderhouden.
Een apanage was een deel van het kroondomein dat aan leden van een vorstenhuis werd toegekend, in het bijzonder aan jongere zoons van de koning.

## Nederland
In Nederland is het kroondomein geregeld door de Wet op het Kroondomein uit 1959.
Het belangrijkste kroondomein in Nederland was Kroondomein Het Loo, een landgoed op de Veluwe dat onder meer Paleis Het Loo omvat. Het landgoed werd in 1822 als kroondomein aan Willem I toegewezen. De Staat bleef eigenaar maar de monarch kreeg het gebruiksrecht. Vandaag de dag bestaat het landgoed uit drie delen:
- twee staatsdomeinen van 3640 hectare (waaronder Paleis Het Loo), voormalige kroondomeinen die nu direct onder de Staat vallen
- een kroondomein van 6750 hectare dat ook eigendom is van de Staat, maar met gebruiksrecht voor de monarch. Het kroondomein is tussen 1900 en 1910 door koningin Wilhelmina als privépersoon aangekocht. In 1959 schonk zij het aan de Staat, met de bepaling dat zij het gebruiks- en jachtrecht mocht behouden.

## Congo
Twee derde van het grondgebied van de Congo-Vrijstaat bestond uit het kroondomein van diens soeverein Leopold, tevens koning van België. Dit enorme gebied van 25 miljoen hectare was dus privé-eigendom van Leopold II. In 1907 stond de koning de Congo-Vrijstaat af aan de Belgische staat, mits hij zijn kroondomein mocht behouden. Na de dood van Leopold II in 1909 ging ook het Congolese kroondomein over in handen van de staat.

## Prerevolutionair Frankrijk

Frankrijk in 987. Het kroondomein (blauw) was toen nog maar een klein gedeelte van het koninkrijk.

In het ancien régime was het Franse kroondomein (Domaine de la Couronne), ook wel koninklijk domein (Domaine royal), een allegaartje van onroerende bezittingen, grondrenten, rivieren, wegen, soevereine rechten, feodale voorrechten, specifieke belastingen, enz. Dit complexe geheel was eigendom van de koning, maar zijn vrijheid om erover te beschikken werd ingeperkt door drie constitutionele regels, die ervoor moesten zorgen dat de belangen van de soeverein en van de staat steeds samenvielen. Vooreerst was er de regel van vereniging (réunion), die voorschreef dat het koninklijk domein de persoonlijke eigendommen van de prins opslorpte wanneer deze de troon besteeg. Deze regel ontstond geleidelijk en kristalliseerde zich uit toen koning Hendrik IV van Frankrijk in 1607 moest aanvaarden dat hij niet over het koninkrijk Navarra als afzonderlijke soevereine staat kon heersen, maar dat hij het moest verenigen met de Franse kroon. Ten tweede was er de regel dat apanages altijd terugkeerden naar de kroon wanneer de lijn van de apanagiste uitstierf of op de troon kwam. Apanages waren bedoeld om de jongere koningskinderen tevreden te houden, niet om het kroondomein op lange termijn te verzwakken. De derde regel was deze van de eeuwige, onherroepelijke en onverjaarbare onvervreemdbaarheid van het kroondomein. Na een graduele evolutie werd dit verkoopverbod gecodificeerd in het edict van Moulins van 1566. Acute geldnoden maakten dat er soms creatief mee werd omgesprongen, maar ondanks de financialisering van het kroondomein bleef de onvervreemdbaarheid ervan als principe steeds overeind.
De Franse Revolutie maakte op 8 november 1790 een einde aan het kroondomein. Dit vergde een diepgaande conceptuele hervorming: tegenover het nieuwe nationaal of openbaar domein kwam de volle, individuele eigendom van particulieren te staan. De koning verloor zijn kroondomein en kreeg in de plaats een civiele lijst, wat hem als het ware tot de eerste bezoldigde functionaris van het rijk maakte. Het nationaal domein verschilde vrij sterk van het kroondomein. Zo was het niet meer louter onvervreemdbaar, want een van zijn belangrijkste functies initieel was het absorberen van de nationale goederen met het oog op hun veiling. Tegelijk werd de onvervreemdbaarheid gedeeltelijk behouden, om koninklijke amputaties sinds 1566 te kunnen recupereren. Achter beide tegengestelde principes lag het criterium van de wil der natie: om terug te krijgen wat zonder toestemming was verloren gegaan (onvervreemdbaar), en om aan particulieren de eigendom te garanderen van wat uit vrije wil werd verkocht (vervreemdbaar).